# Paris Saint-Germain in het seizoen 2023/24
In het seizoen 2023/2024 komt Paris Saint-Germain uit in de Franse Ligue 1. In dit seizoen zal Paris Saint-Germain ook weer uitkomen in de Coupe de France. Paris Saint-Germain zal ook deelnemen aan de UEFA Champions League. Door het winnen van de Ligue 1 afgelopen seizoen, zal Paris Saint-Germain ook deelnemen aan de Trophée des Champions.

## Selectie 2023/2024

### Spelers
| Nr.           | Nat.                | Naam                 | Contract tot | Ligue 1    | Ligue 1    | Ligue 1    | Coupe de France | Coupe de France | Coupe de France | UEFA Champions League | UEFA Champions League | UEFA Champions League | Totaal     | Totaal     | Totaal     |            |            |            |
| Nr.           | Nat.                | Naam                 | Contract tot | W          |            | Assist     | W               |                 | Assist          | W                     |                       | Assist                | W          |            | Assist     |            |            |            |
| Doelmannen    | Doelmannen          | Doelmannen           | Doelmannen   | Doelmannen | Doelmannen | Doelmannen | Doelmannen      | Doelmannen      | Doelmannen      | Doelmannen            | Doelmannen            | Doelmannen            | Doelmannen | Doelmannen | Doelmannen | Doelmannen | Doelmannen | Doelmannen |
| ------------- | ------------------- | -------------------- | ------------ | ---------- | ---------- | ---------- | --------------- | --------------- | --------------- | --------------------- | --------------------- | --------------------- | ---------- | ---------- | ---------- | ---------- | ---------- | ---------- |
| 1             | Vlag van Costa Rica | Keylor Navas         | 2024         | 4          | 0          | 0          | 2               | 0               | 0               | 0                     | 0                     | 0                     | 6          | 0          | 0          |            |            |            |
| 16            | Vlag van Spanje     | Sergio Rico          | 2024         | 0          | 0          | 0          | 0               | 0               | 0               | 0                     | 0                     | 0                     | 0          | 0          | 0          |            |            |            |
| 30            | Vlag van Frankrijk  | Alexandre Letellier  | 2024         | 0          | 0          | 0          | 0               | 0               | 0               | 0                     | 0                     | 0                     | 0          | 0          | 0          |            |            |            |
| 40            | Vlag van Spanje     | Arnau Tenas          | 2026         | 6          | 0          | 1          | 0               | 0               | 0               | 0                     | 0                     | 0                     | 6          | 0          | 1          |            |            |            |
| 99            | Vlag van Italië     | Gianluigi Donnarumma | 2026         | 25         | 0          | 0          | 4               | 0               | 0               | 12                    | 0                     | 0                     | 41         | 0          | 0          |            |            |            |
| Verdedigers   |                     |                      |              |            |            |            |                 |                 |                 |                       |                       |                       |            |            |            |            |            |            |
| 2             | Vlag van Marokko    | Achraf Hakimi        | 2026         | 25         | 4          | 5          | 3               | 0               | 1               | 11                    | 1                     | 1                     | 39         | 5          | 7          |            |            |            |
| 3             | Vlag van Frankrijk  | Presnel Kimpembe     | 2024         | 0          | 0          | 0          | 0               | 0               | 0               | 0                     | 0                     | 0                     | 0          | 0          | 0          |            |            |            |
| 5             | Vlag van Brazilië   | Marquinhos           | 2028         | 21         | 0          | 1          | 4               | 0               | 0               | 10                    | 0                     | 2                     | 35         | 0          | 3          |            |            |            |
| 21            | Vlag van Frankrijk  | Lucas Hernández      | 2028         | 27         | 1          | 1          | 2               | 0               | 0               | 11                    | 1                     | 0                     | 40         | 2          | 1          |            |            |            |
| 25            | Vlag van Portugal   | Nuno Mendes          | 2026         | 6          | 1          | 1          | 3               | 0               | 1               | 5                     | 0                     | 0                     | 14         | 1          | 2          |            |            |            |
| 26            | Vlag van Frankrijk  | Nordi Mukiele        | 2027         | 16         | 0          | 0          | 1               | 0               | 1               | 3                     | 0                     | 0                     | 20         | 0          | 1          |            |            |            |
| 32            | Vlag van Frankrijk  | Layvin Kurzawa       | 2024         | 1          | 0          | 0          | 0               | 0               | 0               | 0                     | 0                     | 0                     | 1          | 0          | 0          |            |            |            |
| 35            | Vlag van Brazilië   | Lucas Beraldo        | 2028         | 13         | 1          | 0          | 5               | 1               | 0               | 5                     | 0                     | 0                     | 23         | 2          | 0          |            |            |            |
| 37            | Vlag van Slowakije  | Milan Škriniar       | 2028         | 24         | 0          | 0          | 1               | 0               | 0               | 6                     | 1                     | 0                     | 31         | 1          | 0          |            |            |            |
| 42            | Vlag van Frankrijk  | Yoram Zague          | 2027         | 5          | 1          | 0          | 0               | 0               | 0               | 0                     | 0                     | 0                     | 5          | 1          | 0          |            |            |            |
| Middenvelders |                     |                      |              |            |            |            |                 |                 |                 |                       |                       |                       |            |            |            |            |            |            |
| 4             | Vlag van Uruguay    | Manuel Ugarte        | 2028         | 25         | 0          | 2          | 4               | 0               | 0               | 8                     | 0                     | 0                     | 37         | 0          | 2          |            |            |            |
| 8             | Vlag van Spanje     | Fabián Ruiz          | 2027         | 21         | 1          | 3          | 5               | 2               | 2               | 9                     | 0                     | 2                     | 35         | 3          | 7          |            |            |            |
| 15            | Vlag van Portugal   | Danilo               | 2025         | 26         | 0          | 0          | 5               | 1               | 1               | 3                     | 0                     | 0                     | 34         | 1          | 1          |            |            |            |
| 17            | Vlag van Portugal   | Vitinha              | 2027         | 28         | 7          | 4          | 5               | 0               | 0               | 12                    | 2                     | 1                     | 45         | 9          | 5          |            |            |            |
| 19            | Vlag van Zuid-Korea | Lee Kang-in          | 2028         | 23         | 3          | 4          | 3               | 0               | 0               | 9                     | 1                     | 1                     | 35         | 4          | 5          |            |            |            |
| 28            | Vlag van Spanje     | Carlos Soler         | 2027         | 24         | 2          | 2          | 2               | 0               | 2               | 2                     | 0                     | 0                     | 28         | 2          | 4          |            |            |            |
| 33            | Vlag van Frankrijk  | Warren Zaïre-Emery   | 2025         | 26         | 2          | 3          | 5               | 0               | 1               | 11                    | 1                     | 3                     | 42         | 3          | 7          |            |            |            |
| 38            | Vlag van Frankrijk  | Ethan Mbappé         | 2024         | 3          | 0          | 0          | 2               | 0               | 0               | 0                     | 0                     | 0                     | 5          | 0          | 0          |            |            |            |
| 41            | Vlag van Frankrijk  | Senny Mayulu         | 2024         | 8          | 0          | 1          | 2               | 1               | 0               | 0                     | 0                     | 0                     | 10         | 1          | 1          |            |            |            |
| Aanvallers    |                     |                      |              |            |            |            |                 |                 |                 |                       |                       |                       |            |            |            |            |            |            |
| 7             | Vlag van Frankrijk  | Kylian Mbappé        | 2024         | 29         | 27         | 7          | 6               | 8               | 3               | 12                    | 8                     | 0                     | 47         | 43         | 10         |            |            |            |
| 9             | Vlag van Portugal   | Gonçalo Ramos        | 2024 (huur)  | 29         | 11         | 1          | 4               | 3               | 0               | 7                     | 0                     | 0                     | 40         | 14         | 1          |            |            |            |
| 10            | Vlag van Frankrijk  | Ousmane Dembélé      | 2028         | 26         | 3          | 8          | 4               | 1               | 2               | 11                    | 2                     | 2                     | 41         | 6          | 12         |            |            |            |
| 11            | Vlag van Spanje     | Marco Asensio        | 2026         | 19         | 4          | 5          | 5               | 1               | 2               | 6                     | 0                     | 0                     | 30         | 5          | 7          |            |            |            |
| 23            | Vlag van Frankrijk  | Randal Kolo Muani    | 2028         | 26         | 6          | 5          | 3               | 2               | 1               | 10                    | 1                     | 0                     | 39         | 9          | 6          |            |            |            |
| 29            | Vlag van Frankrijk  | Bradley Barcola      | 2028         | 25         | 4          | 7          | 3               | 0               | 0               | 10                    | 1                     | 1                     | 38         | 5          | 8          |            |            |            |

Laatst bijgewerkt op 25 mei 2024

## Transfers

### Zomer

#### Aangetrokken 2023/24
| Nat. | Naam                    | Van                 | Bijzonderheden |
| ---- | ----------------------- | ------------------- | -------------- |
| FRA  | Randal Kolo Muani       | Eintracht Frankfurt | € 95.000.000   |
| URU  | Manuel Ugarte           | Sporting CP         | € 60.000.000   |
| FRA  | Ousmane Dembélé         | FC Barcelona        | € 50.000.000   |
| FRA  | Lucas Hernández         | Bayern München      | € 45.000.000   |
| FRA  | Bradley Barcola         | Olympique Lyon      | € 45.000.000   |
| FRA  | Hugo Ekitike            | Stade Reims         | € 28.500.000   |
| KOR  | Lee Kang-in             | RCD Mallorca        | € 22.000.000   |
| NED  | Xavi Simons             | PSV                 | € 4.000.000    |
| SVK  | Milan Škriniar          | Internazionale      | Transfervrij   |
| ESP  | Marco Asensio           | Real Madrid         | Transfervrij   |
| ESP  | Arnau Tenas             | Barcelona Atlètic   | Transfervrij   |
| ITA  | Cher Ndour              | Benfica B           | Transfervrij   |
| POR  | Gonçalo Ramos           | Benfica             | Gehuurd        |
| ARG  | Mauro Icardi            | Galatasaray         | Was verhuurd   |
| ARG  | Leandro Paredes         | Juventus            | Was verhuurd   |
| SEN  | Abdou Diallo            | RB Leipzig          | Was verhuurd   |
| FRA  | Éric Junior Dina Ebimbe | Eintracht Frankfurt | Was verhuurd   |
| NED  | Georginio Wijnaldum     | AS Roma             | Was verhuurd   |
| GER  | Julian Draxler          | Benfica             | Was verhuurd   |
| FRA  | Colin Dagba             | RC Strasbourg       | Was verhuurd   |
| CRC  | Keylor Navas            | Nottingham Forest   | Was verhuurd   |
| FRA  | Layvin Kurzawa          | Fulham              | Was verhuurd   |
| FRA  | Edouard Michut          | Sunderland          | Was verhuurd   |
| MTN  | Djeidi Gassama          | KAS Eupen           | Was verhuurd   |
| FRA  | Kenny Nagera            | Lorient B           | Was verhuurd   |
| COM  | Anfane Ahamada          | FC Martigues        | Was verhuurd   |

#### Vertrokken 2023/24
| Nat. | Naam                    | Naar                    | Bijzonderheden         |
| ---- | ----------------------- | ----------------------- | ---------------------- |
| BRA  | Neymar                  | Al-Hilal                | € 90.000.000           |
| ITA  | Marco Verratti          | Al-Arabi                | € 45.000.000           |
| SEN  | Abdou Diallo            | Al-Arabi                | € 15.000.000           |
| FRA  | El Chadaille Bitshiabu  | RB Leipzig              | € 15.000.000           |
| ARG  | Mauro Icardi            | Galatasaray             | € 10.000.000           |
| GER  | Julian Draxler          | Al-Ahli SC              | € 9.000.000            |
| NED  | Georginio Wijnaldum     | Al-Ettifaq              | € 8.000.000            |
| FRA  | Éric Junior Dina Ebimbe | Eintracht Frankfurt     | € 6.500.000            |
| ARG  | Leandro Paredes         | AS Roma                 | € 2.500.000            |
| FRA  | Djeidi Gassama          | Sheffield Wednesday     | € 1.000.000            |
| FRA  | Timothée Pembélé        | Sunderland              | € 1.000.000            |
| ARG  | Lionel Messi            | Inter Miami             | Transfervrij           |
| ESP  | Sergio Ramos            | Sevilla                 | Transfervrij           |
| FRA  | Kenny Nagera            | Differdange 03          | Transfervrij           |
| COM  | Anfane Ahamada          | Geen                    | Transfervrij           |
| FRA  | Moutanabi Bodiang       | Geen                    | Transfervrij           |
| POR  | Renato Sanches          | AS Roma                 | Verhuurd (€ 1.000.000) |
| NED  | Xavi Simons             | RB Leipzig              | Verhuurd               |
| FRA  | Edouard Michut          | Adana Demirspor         | Verhuurd               |
| ESP  | Juan Bernat             | Benfica                 | Verhuurd               |
| FRA  | Noha Lemina             | Sampdoria               | Verhuurd               |
| ESP  | Ismaël Gharbi           | FC Stade Lausanne-Ouchy | Verhuurd               |
| FRA  | Colin Dagba             | AJ Auxerre              | Verhuurd               |
| FRA  | Lucas Lavallée          | USL Dunkerque           | Verhuurd               |
| FRA  | Hugo Ekitiké            | Stade Reims             | Was gehuurd            |

### Winter

#### Aangetrokken 2023/24
| Nat. | Naam             | Van         | Bijzonderheden |
| ---- | ---------------- | ----------- | -------------- |
| BRA  | Lucas Beraldo    | São Paulo   | € 20.000.000   |
| BRA  | Gabriel Moscardo | Corinthians | € 20.000.000   |
| FRA  | Noha Lemina      | Sampdoria   | Was verhuurd   |

#### Vertrokken 2023/24
| Nat. | Naam             | Naar                    | Bijzonderheden         |
| ---- | ---------------- | ----------------------- | ---------------------- |
| FRA  | Hugo Ekitike     | Eintracht Frankfurt     | Verhuurd (€ 3.500.000) |
| ITA  | Cher Ndour       | SC Braga                | Verhuurd               |
| BRA  | Gabriel Moscardo | Corinthians             | Verhuurd               |
| FRA  | Noha Lemina      | Wolverhampton Wanderers | Verhuurd               |

## Wedstrijden

### Oefenwedstrijden
| Datum      | Wedstrijd                            | Uitslag |
| ---------- | ------------------------------------ | ------- |
| 21-07-2023 | Paris Saint-Germain – Le Havre       | 2 – 0   |
| 25-07-2023 | Paris Saint-Germain – Al-Nassr       | 0 – 0   |
| 28-07-2023 | Cerezo Osaka – Paris Saint-Germain   | 3 – 2   |
| 01-08-2023 | Paris Saint-Germain – Internazionale | 1 – 2   |
| 03-08-2023 | Jeonbuk – Paris Saint-Germain        | 0 – 3   |

### Ligue 1
| №  | Datum      | Wedstrijd                            | Uitslag |
| -- | ---------- | ------------------------------------ | ------- |
| 1  | 12-08-2023 | Paris Saint-Germain – FC Lorient     | 0 – 0   |
| 2  | 19-08-2023 | Toulouse – Paris Saint-Germain       | 1 – 1   |
| 3  | 26-08-2023 | Paris Saint-Germain – RC Lens        | 3 – 1   |
| 4  | 03-09-2023 | Olympique Lyon – Paris Saint-Germain | 1 – 4   |
| 5  | 15-09-2023 | Paris Saint-Germain – Nice           | 2 – 3   |
| 6  | 24-09-2023 | Paris Saint-Germain – Marseille      | 4 – 0   |
| 7  | 30-09-2023 | Clermont Foot – Paris Saint-Germain  | 0 – 0   |
| 8  | 08-10-2023 | Stade Rennes – Paris Saint-Germain   | 1 – 3   |
| 9  | 21-10-2023 | Paris Saint-Germain – RC Strasbourg  | 3 – 0   |
| 10 | 29-10-2023 | Stade Brest – Paris Saint-Germain    | 2 – 3   |
| 11 | 03-11-2023 | Paris Saint-Germain – Montpellier    | 3 – 0   |
| 12 | 11-11-2023 | Stade Reims – Paris Saint-Germain    | 0 – 3   |
| 13 | 24-11-2023 | Paris Saint-Germain – AS Monaco      | 5 – 2   |
| 14 | 03-12-2023 | Le Havre – Paris Saint-Germain       | 0 – 2   |
| 15 | 09-12-2023 | Paris Saint-Germain – FC Nantes      | 2 – 1   |
| 16 | 17-12-2023 | Lille – Paris Saint-Germain          | 1 – 1   |
| 17 | 20-12-2023 | Paris Saint-Germain – FC Metz        | 3 – 1   |
| 18 | 14-01-2024 | RC Lens – Paris Saint-Germain        | 0 – 2   |
| 19 | 28-01-2024 | Paris Saint-Germain – Stade Brest    | 2 – 2   |
| 20 | 02-02-2024 | RC Strasbourg – Paris Saint-Germain  | 1 – 2   |
| 21 | 11-02-2024 | Paris Saint-Germain – Lille          | 3 – 1   |
| 22 | 17-02-2024 | FC Nantes – Paris Saint-Germain      | 0 – 2   |
| 23 | 25-02-2024 | Paris Saint-Germain – Stade Rennes   | 1 – 1   |
| 24 | 01-03-2024 | AS Monaco – Paris Saint-Germain      | 0 – 0   |
| 25 | 10-03-2024 | Paris Saint-Germain – Stade Reims    | 2 – 2   |
| 26 | 17-03-2024 | Montpellier – Paris Saint-Germain    | 2 – 6   |
| 27 | 31-03-2024 | Marseille – Paris Saint-Germain      | 0 – 2   |
| 28 | 06-04-2024 | Paris Saint-Germain – Clermont Foot  | 1 – 1   |
| 29 | 21-04-2024 | Paris Saint-Germain – Olympique Lyon | 4 – 1   |
| 30 | 24-04-2024 | FC Lorient – Paris Saint-Germain     | 1 – 4   |
| 31 | 27-04-2024 | Paris Saint-Germain – Le Havre       | 3 – 3   |
| 32 | 11-05-2024 | Paris Saint-Germain – Toulouse       | 1 – 3   |
| 33 | 15-05-2024 | Nice – Paris Saint-Germain           | 1 – 2   |
| 34 | 18-05-2024 | FC Metz – Paris Saint-Germain        | 0 – 2   |

### Coupe de France
| Ronde        | Datum      | Wedstrijd                            | Uitslag |
| ------------ | ---------- | ------------------------------------ | ------- |
| Laatste 64   | 07-01-2024 | US Revel – Paris Saint-Germain       | 0 – 9   |
| Laatste 32   | 20-01-2024 | US Orléans – Paris Saint-Germain     | 1 – 4   |
| Laatste 16   | 07-02-2024 | Paris Saint-Germain – Stade Brest    | 3 – 1   |
| Kwartfinale  | 13-03-2024 | Paris Saint-Germain – Nice           | 3 – 1   |
| Halve finale | 03-04-2024 | Paris Saint-Germain – Stade Rennes   | 1 – 0   |
| Finale       | 25-05-2024 | Olympique Lyon – Paris Saint-Germain | 1 – 2   |

### Trophée des Champions
| Ronde  | Datum      | Wedstrijd                      | Uitslag |
| ------ | ---------- | ------------------------------ | ------- |
| Finale | 03-01-2024 | Paris Saint-Germain – Toulouse | 2 – 0   |

### UEFA Champions League
| Ronde        | Wedstrijd | Datum      | Wedstrijd                               | Uitslag | Totaal |
| ------------ | --------- | ---------- | --------------------------------------- | ------- | ------ |
| Groepsfase   | 1         | 19-09-2023 | Paris Saint-Germain – Borussia Dortmund | 2 – 0   | 2e     |
| Groepsfase   | 2         | 04-10-2023 | Newcastle United – Paris Saint-Germain  | 4 – 1   | 2e     |
| Groepsfase   | 3         | 25-10-2023 | Paris Saint-Germain – AC Milan          | 3 – 0   | 2e     |
| Groepsfase   | 4         | 07-11-2023 | AC Milan – Paris Saint-Germain          | 2 – 1   | 2e     |
| Groepsfase   | 5         | 28-11-2023 | Paris Saint-Germain – Newcastle United  | 1 – 1   | 2e     |
| Groepsfase   | 6         | 13-12-2023 | Borussia Dortmund – Paris Saint-Germain | 1 – 1   | 2e     |
| Laatste 16   | 1         | 14-02-2024 | Paris Saint-Germain – Real Sociedad     | 2 – 0   | 4 – 1  |
| Laatste 16   | 2         | 05-03-2024 | Real Sociedad – Paris Saint-Germain     | 1 – 2   | 4 – 1  |
| Kwartfinale  | 1         | 10-04-2024 | Paris Saint-Germain – FC Barcelona      | 2 – 3   | 6 – 4  |
| Kwartfinale  | 2         | 16-04-2024 | FC Barcelona – Paris Saint-Germain      | 1 – 4   | 6 – 4  |
| Halve finale | 1         | 01-05-2024 | Borussia Dortmund – Paris Saint-Germain | 1 – 0   | 2 – 0  |
| Halve finale | 2         | 07-05-2024 | Paris Saint-Germain – Borussia Dortmund | 0 – 1   | 2 – 0  |

## Statistieken

### Tussenstand in Franse Ligue 1
| Stand | Gespeeld | Gewonnen | Gelijk | Verloren | Punten | Doelpunten voor | Doelpunten tegen | Gele kaarten | Twee gele kaarten | Rode kaarten |
| ----- | -------- | -------- | ------ | -------- | ------ | --------------- | ---------------- | ------------ | ----------------- | ------------ |
| 1e    | 34       | 22       | 10     | 2        | 76     | 81              | 33               | 32           | 1                 | 1            |

### Punten, stand en doelpunten per speelronde
| Speelronde                            | 1   | 2   | 3  | 4  | 5  | 6  | 7  | 8   | 9   | 10  | 11  | 12  | 13  | 14  | 15  | 16  | 17  | 18  | 19  | 20  | 21  | 22  | 23  | 24  | 25  | 26  | 27  | 28  | 29  | 30  | 31  | 32  | 33  | 34  | Totaal |
| ------------------------------------- | --- | --- | -- | -- | -- | -- | -- | --- | --- | --- | --- | --- | --- | --- | --- | --- | --- | --- | --- | --- | --- | --- | --- | --- | --- | --- | --- | --- | --- | --- | --- | --- | --- | --- | ------ |
| Aantal punten per speelronde          | 1   | 1   | 3  | 3  | 0  | 3  | 1  | 3   | 3   | 3   | 3   | 3   | 3   | 3   | 3   | 1   | 3   | 3   | 1   | 3   | 3   | 3   | 1   | 1   | 1   | 3   | 3   | 1   | 3   | 3   | 1   | 0   | 3   | 3   | 76     |
| Aantal punten na speelronde           | 1   | 2   | 5  | 8  | 8  | 11 | 12 | 15  | 18  | 21  | 24  | 27  | 30  | 33  | 36  | 37  | 40  | 43  | 44  | 47  | 50  | 53  | 54  | 55  | 56  | 59  | 62  | 63  | 66  | 69  | 70  | 70  | 73  | 76  | 76     |
| Stand na speelronde                   | 11e | 11e | 8e | 2e | 5e | 3e | 5e | 3e  | 2e  | 2e  | 2e  | 1e  | 1e  | 1e  | 1e  | 1e  | 1e  | 1e  | 1e  | 1e  | 1e  | 1e  | 1e  | 1e  | 1e  | 1e  | 1e  | 1e  | 1e  | 1e  | 1e  | 1e  | 1e  | 1e  | 1e     |
| Aantal doelpunten per speelronde      | 0   | 1   | 3  | 4  | 2  | 4  | 0  | 3   | 3   | 3   | 3   | 3   | 5   | 2   | 2   | 1   | 3   | 2   | 2   | 2   | 3   | 2   | 1   | 0   | 2   | 6   | 2   | 1   | 4   | 4   | 3   | 1   | 2   | 2   | 81     |
| Aantal tegendoelpunten per speelronde | 0   | 1   | 1  | 1  | 3  | 0  | 0  | 1   | 0   | 2   | 0   | 0   | 2   | 0   | 1   | 1   | 1   | 0   | 2   | 1   | 1   | 0   | 1   | 0   | 2   | 2   | 0   | 1   | 1   | 1   | 3   | 3   | 1   | 0   | 33     |
| Doelsaldo na speelronde               | 0   | 0   | +2 | +5 | +4 | +8 | +8 | +10 | +13 | +14 | +17 | +20 | +23 | +25 | +26 | +26 | +28 | +30 | +30 | +31 | +33 | +35 | +35 | +35 | +35 | +39 | +41 | +41 | +44 | +47 | +47 | +45 | +46 | +48 | +48    |

### Topscorers
| Nr.                           | Naam                          | Goal |
| ----------------------------- | ----------------------------- | ---- |
| 1.                            | Kylian Mbappé                 | 27   |
| 2.                            | Gonçalo Ramos                 | 11   |
| 3.                            | Vitinha                       | 7    |
| 4.                            | Randal Kolo Muani             | 6    |
| 5.                            | Marco Asensio                 | 4    |
| 5.                            | Bradley Barcola               | 4    |
| 5.                            | Achraf Hakimi                 | 4    |
| 6.                            | Ousmane Dembélé               | 3    |
| 6.                            | Lee Kang-in                   | 3    |
| 7.                            | Carlos Soler                  | 2    |
| 7.                            | Warren Zaïre-Emery            | 2    |
| 8.                            | Lucas Beraldo                 | 1    |
| 8.                            | Lucas Hernández               | 1    |
| 8.                            | Nuno Mendes                   | 1    |
| 8.                            | Fabián Ruiz                   | 1    |
| 8.                            | Yoram Zague                   | 1    |
| Eigen doelpunten tegenstander | Eigen doelpunten tegenstander | 3    |
| Totaal                        | Totaal                        | 81   |

| Nr.                           | Naam                          | Goal |
| ----------------------------- | ----------------------------- | ---- |
| 1.                            | Kylian Mbappé                 | 8    |
| 2.                            | Gonçalo Ramos                 | 3    |
| 3.                            | Randal Kolo Muani             | 2    |
| 3.                            | Fabián Ruiz                   | 2    |
| 4.                            | Marco Asensio                 | 1    |
| 4.                            | Lucas Beraldo                 | 1    |
| 4.                            | Ousmane Dembélé               | 1    |
| 4.                            | Senny Mayulu                  | 1    |
| 4.                            | Cher Ndour                    | 1    |
| 4.                            | Danilo                        | 1    |
| Eigen doelpunten tegenstander | Eigen doelpunten tegenstander | 1    |
| Totaal                        | Totaal                        | 22   |

| Nr.                           | Naam                          | Goal |
| ----------------------------- | ----------------------------- | ---- |
| 1.                            | Lee Kang-in                   | 1    |
| 1.                            | Kylian Mbappé                 | 1    |
| Eigen doelpunten tegenstander | Eigen doelpunten tegenstander | 0    |
| Totaal                        | Totaal                        | 2    |

| Nr.                           | Naam                          | Goal |
| ----------------------------- | ----------------------------- | ---- |
| 1.                            | Kylian Mbappé                 | 8    |
| 2.                            | Ousmane Dembélé               | 2    |
| 2.                            | Vitinha                       | 2    |
| 3.                            | Bradley Barcola               | 1    |
| 3.                            | Achraf Hakimi                 | 1    |
| 3.                            | Lucas Hernández               | 1    |
| 3.                            | Lee Kang-in                   | 1    |
| 3.                            | Randal Kolo Muani             | 1    |
| 3.                            | Milan Škriniar                | 1    |
| 3.                            | Warren Zaïre-Emery            | 1    |
| Eigen doelpunten tegenstander | Eigen doelpunten tegenstander | 0    |
| Totaal                        | Totaal                        | 19   |

Gedurende het seizoen verkocht of verhuurd

### Assists
| Nr.    | Naam               | Assist |
| ------ | ------------------ | ------ |
| 1.     | Ousmane Dembélé    | 7      |
| 2.     | Bradley Barcola    | 4      |
| 2.     | Achraf Hakimi      | 4      |
| 2.     | Kylian Mbappé      | 4      |
| 3.     | Marco Asensio      | 2      |
| 3.     | Lee Kang-in        | 2      |
| 3.     | Randal Kolo Muani  | 2      |
| 3.     | Fabián Ruiz        | 2      |
| 3.     | Carlos Soler       | 2      |
| 3.     | Manuel Ugarte      | 2      |
| 3.     | Vitinha            | 2      |
| 3.     | Warren Zaïre-Emery | 2      |
| 4.     | Lucas Hernández    | 1      |
| 4.     | Marquinhos         | 1      |
| 4.     | Arnau Tenas        | 1      |
| Totaal | Totaal             | 38     |

| Nr.    | Naam               | Assist |
| ------ | ------------------ | ------ |
| 1.     | Kylian Mbappé      | 3      |
| 2.     | Marco Asensio      | 2      |
| 2.     | Carlos Soler       | 2      |
| 3.     | Danilo             | 1      |
| 3.     | Ousmane Dembélé    | 1      |
| 3.     | Achraf Hakimi      | 1      |
| 3.     | Randal Kolo Muani  | 1      |
| 3.     | Nordi Mukiele      | 1      |
| 3.     | Warren Zaïre-Emery | 1      |
| Totaal | Totaal             | 13     |

| Nr.    | Naam            | Assist |
| ------ | --------------- | ------ |
| 1.     | Bradley Barcola | 1      |
| 1.     | Ousmane Dembélé | 1      |
| Totaal | Totaal          | 2      |

| Nr.    | Naam               | Assist |
| ------ | ------------------ | ------ |
| 1.     | Warren Zaïre-Emery | 3      |
| 2.     | Marquinhos         | 2      |
| 3.     | Ousmane Dembélé    | 1      |
| 3.     | Fabián Ruiz        | 1      |
| 3.     | Vitinha            | 1      |
| Totaal | Totaal             | 8      |

Gedurende het seizoen verkocht of verhuurd.
1 Donnarumma ·
2 Hakimi ·
3 Kimpembe ·
5 Marquinhos  ·
7 Kvaratschelia ·
8 Ruiz ·
9 Ramos ·
10 Dembélé ·
14 Doué ·
17 Vitinha ·
19 Lee ·
21 Hernández ·
23 Kolo Muani ·
23 Kolo Muani ·
24 Mayulu ·
25 Mendes ·
29 Barcola ·
33 Zaïre-Emery ·
35 Beraldo ·
39 Safonov ·
42 Zague ·
45 El Hannach ·
49 Mbaye ·
51 Pacho ·
80 Tenas ·
87 Neves ·
Coach: Luis Enrique